# Morisov crv
Morisov crv ili Internet crv iz 2. novembra, 1988. je jedan od prvih kompjuterskih crva prenošenih putem Interneta. Bio je prvi koji je privukao medijsku pažnju. On je doveo do prvog suđenja u SAD pod tačkom Kompjuterske prevare i iskorišćavanje iz 1986. Napisao ga je student Kornel univerziteta, Robert Tapan Moris, i pustio ga u upotrebu 2. novembra, 1988. sa MIT.

## Arhitektura crva
Prema njegovom kreatoru, Morisov crv nije napisan da bi izazvao štetu, već da bi izmerio veličinu Interneta. Crv je pušten sa MIT da bi prikrio činjenicu da je Kornel njegov tvorac. Radio je tako što je izlagao poznate slabosti Unix-a, sendmail-a, finger-a, i rsh-a/ rexec-a, kao i slabih lozinki. Usled oslanjanja na rsh-a (koji se isključivao na nepoverljivim mrežama), popravkama na sendmail-u, finger-u, širokoj upotrebi fail2ban-a i sličnih softvera, i poboljšanoj svesti o opasnostima slabih lozinki, ne bi trebalo da uspe na dobro konfigurisanim sistemima.
Navodno nenamerna posledica koda uzrokovala je da on bude više štetan: kompjuter je mogao da bude zaražen više puta što bi ga usporavalo i postao bi neupotrebljiv. To bi imalo isti efekat kao i fork bomba i oborilo sistem računara. Glavno telo crva je samo moglo da zarazi DEC VAX mašine, koje pokreće 4BSD, i Sun-3 sistem. Prenosiva C "grappling hook" komponenta crva je korišćena da obori (download-uje) glavno telo, i mogla je da radi na drugim sistemima, obara ih i čini ih perifernim žrtvama.

## Greška
Kritična greška koja je pretvorila crva iz dobroćudnog u zarazan bila je mehanizam širenja. Crv je mogao da napadne novi kompjuter pitajući ga da li već postoji kopija koja je učitana. Ali samo ovo bi lako odbilo crva: svi bi mogli da pokrenu proces koji bi odgovorio sa "da" kada bi bio upitan da li postoji kopija, i crv ne bi napao. Odbranu od ovoga je inspirisala Majkl Rabin-ova mantra "Randomization". Da bi kompenzovao ovu mogućnost, Morris je usmerio crva da se kopira iako je odgovor "da" 1 od 7 puta.Ovaj nivo kopiranja se pokazao suvišnim, i crv se širio brzo, zaražavajući neke kompjutere više puta. Rabin je rekao da je Moris crva prvo trebao da ispita na simulatoru.

## Efekat crva
Procenjena šteta koju je izazvao crv bila je između 100,000–10,000,000 dolara. Prijavljeno je oko 6,000 UNIX koje su inficirane Moris-ovim crvom, medjutim, Morisov kolega Pol Grejam je rekao da je procena izvršena odokativnom metodom, tako što je pretpostavljeno da je 60,000 računara bilo na Internetu i da je crv možda inficirao 10% njih.
Neke regionalne mreže su se diskonektovale sa Interneta na nekoliko dana, tako da crv ne bi ušao u njihove sisteme.
Robert Moris je osuđen na tri godine uslovnog zatvora, 400 sati društveno korisnog rada, kaznu od 13,326 dolara.
Morisov crv je nekada nazivan "Veliki crv", zbog njegovog razarajućeg efekta na Internet tog doba.To ime je izvedeno iz "Veliki crvi" iz Tolkinovog dela: Scatha i Glaurung.

## Literatura
- Dressler, J. (2007). „United States v. Morris”. Cases and Materials on Criminal Law. St. Paul, MN: Thomson/West. ISBN 978-0-314-17719-3.

## Spoljašnje veze
- Cornell commission findings
- Archive of worm material, including papers and code
- An analysis of the worm by Eugene Spafford
- An analysis of the worm by Mark Eichin and Jon Rochlis
- "The Morris Internet Worm" by Charles Schmidt and Tom Darby
- 1135 – "Helminthiasis of the Internet"
- A Report On The Internet Worm, by Bob Page, University of Lowell
- "A Tour of the Worm" by Donn Seeley, Department of Computer Science University of Utah
- "With Microscope and Tweezers: An Analysis of the Internet Virus of November 1988" by Mark W. Eichin and Jon A. Rochlis, Massachusetts Institute of Technology
- Source code za Morrisovog crva
- NASA Incident Report